# Сенон сир Вјен
Сенон сир Вјен (фр. Cenon-sur-Vienne) насеље је и општина у западној Француској у региону Поату-Шарант, у департману Вијена која припада префектури Шателро.
По подацима из 2011. године у општини је живело 1830 становника, а густина насељености је износила 212,79 становника/km². Општина се простире на површини од 8,6 km². Налази се на средњој надморској висини од 54 метара (максималној 105 m, а минималној 47 m).

## Демографија
| 1962. | 1968. | 1975. | 1982. | 1990. | 1999. | 2011. |
| ----- | ----- | ----- | ----- | ----- | ----- | ----- |
| 834   | 837   | 963   | 1.240 | 1.620 | 1.900 | 1.830 |

График промене броја становника у току последњих година